# Asterodiscides helonotus
Asterodiscides helonotus är en sjöstjärneart som först beskrevs av Fisher 1913.  Asterodiscides helonotus ingår i släktet Asterodiscides och familjen Asterodiscididae. Inga underarter finns listade i Catalogue of Life.